# Mappa della metropolitana di Parigi

La carta della metropolitana di Parigi, che in questo caso focalizza l'attenzione più sulla posizione di linee e stazioni che sulla loro esatta posizione geografica.

Questa cartina, invece, riporta fedelmente la posizione geografica della rete metropolitana.

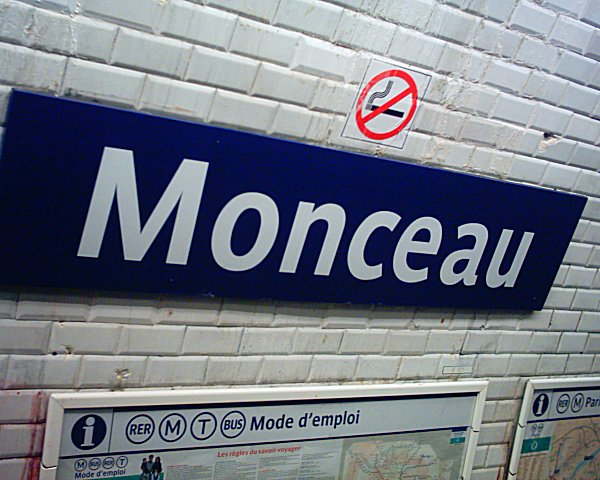
Il carattere Parisine utilizzato per la stazione di Monceau.

Visione "notturna" della metropolitana di Parigi.

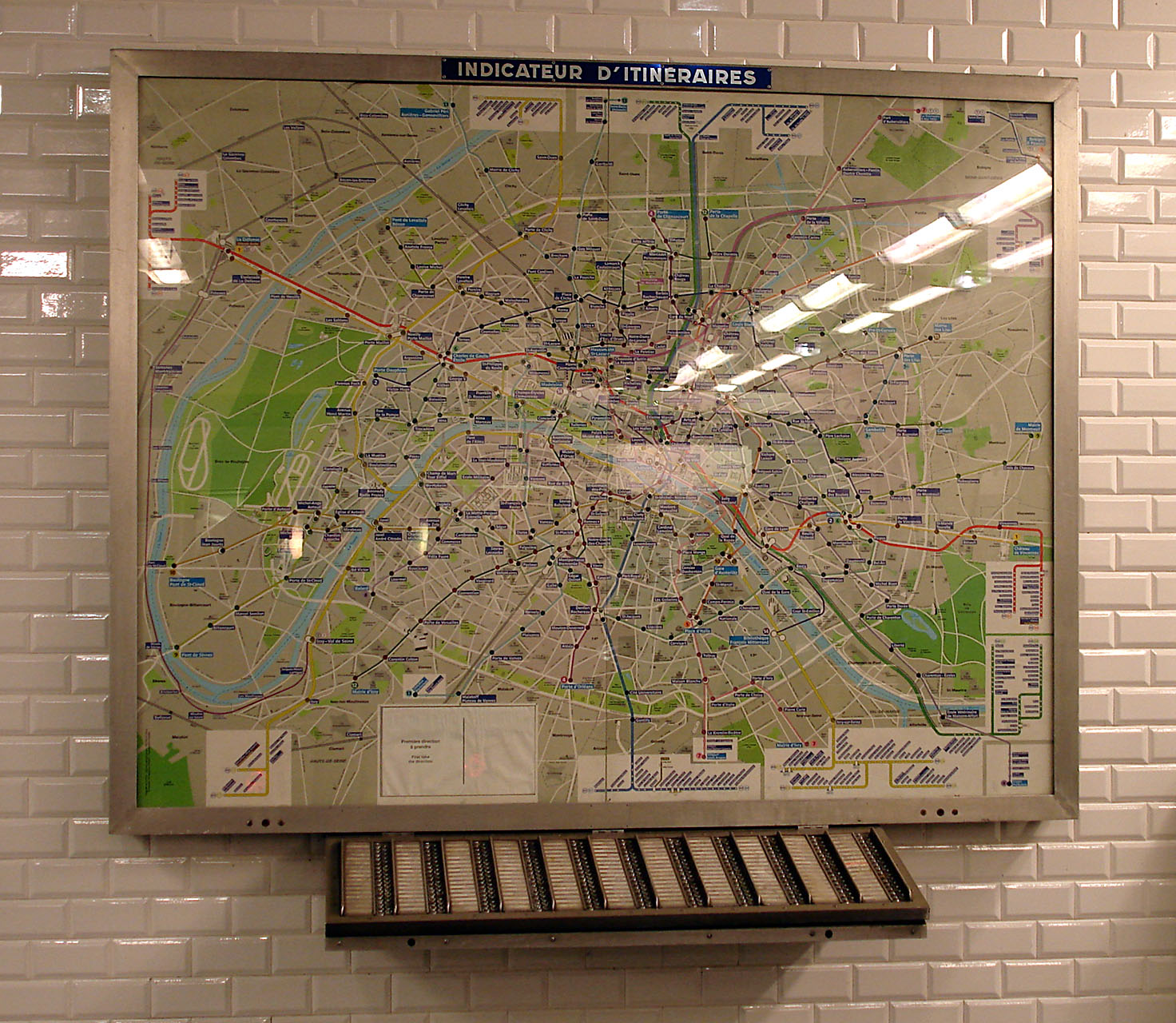
Mappa geograficamente corretta della metropolitana di Parigi alla stazione di Pont de Levallois - Bécon.

La mappa della metropolitana di Parigi rappresenta le linee e le stazioni della metropolitana di Parigi, in Francia.

## Quadro generale
La RATP, la società che gestisce il trasporto pubblico parigino, utilizza diversi modi per rappresentare la metropolitana sulle cartine.
Sia sui siti web che sui volantini che distribuisce all'entrata delle stazioni la RATP utilizza un diagramma schematico, focalizzando sulla posizione delle linee e delle stazioni che sulla loro reale posizione geografica (che in questo settore è irrilevante).
Tuttavia la realtà geografica non è stata abbandonata e viene riutilizzata dall'agenzia bdcconseil.

## Segnaletica e colori

### Colori
| Linea      | Colore         |
| ---------- | -------------- |
| 1          | Bouton d'or    |
| 2          | Blu            |
| 3          | Verde oliva    |
| 3 bis e 13 | Pervinca       |
| 4          | Viola di Parma |
| 5          | Arancione      |
| 6 e 7 bis  | Verde menta    |
| 7          | Rosa           |
| 8          | Lilla          |
| 9          | Acacia         |
| 10         | Ocra           |
| 11         | Marrone        |
| 12         | Verde pino     |
| 14         | Viola          |

### Simboli
Nelle cartine delle stazioni della metropolitana di Parigi sono utilizzati alcuni simboli che facilitano l'orientamento dei passeggeri all'interno della rete e sono i seguenti:
- Cerchio con il colore della linea: indica una stazione senza interscambi
- Cerchio bianco: indica una stazione provvista di interscambi[nota 1]
- Cerchio con numero al suo interno: è il simbolo della linea.
- Rettangolo nero: indica che la linea prosegue verso un aeroporto.
- Rettangolo marrone: indica che nelle vicinanze della stazione è situata un'attrazione turistica.
- Nome della stazione in grassetto: sono così indicate le stazioni capolinea.

Tuttavia gli artisti potrebbero adottare soluzioni differenti.

### Carattere tipografico
Il carattere tipografico utilizzato per i nomi della maggior parte delle linee e delle stazioni è il Parisine, ideato nel 1996 dal designer francese Jean François Porchez su commissione della RATP.

## Parodie
- Nel 1999, la RATP pubblicò una cartina dove i nomi delle stazioni erano sostituiti con dei loro anagrammi.[3][nota 2]
- Nel 2004 la RATP lanciò una campagna pubblicitaria poco dopo il prolungamento della Linea 14 fino a Saint-Lazare dove si può vedere un passeggero tenere una cartina della metropolitana molto più piccola rispetto al normale. L'immagine è accompagnata da una scritta, «On a réduit les distances» (in francese Abbiamo ridotto le distanze).[4]
- Nel 2005, i progettisti grafici Antoine e Manuel hanno fatto un'altra versione della metropolitana di Parigi, rendendo le linee dei rami e l'insieme una specie di albero.[5]
- Nel 2007, in un lavoro intitolato World Democratic Tour esposto alla CIUP la mappa della metropolitana di Parigi è stata cambiata sostituendo i nomi delle stazioni con quelli di città da tutto il mondo, rimanendo però geograficamente coerente.[6][7]

## Versioni ufficiali della cartina
Per aiutare ai passeggeri a districarsi nella rete metropolitana, RATP ha creato numerose cartine con ognuna un ruolo specifico.
- Una cartina standard, che mostra tutte le linee e le stazioni.
- Una cartina identica a quella standard, se non più ridotta e compressa: per questa ragione la cartina è stata chiamata Mini plan de métro (Mini-cartina della metropolitana).
- Una cartina dove le stazioni sono mostrate nella loro esatta posizione geografica.
- Una cartina interattiva, dove per esempio si può selezionare una stazione e cercarla sulla mappa.
- Una cartina per ogni linea: sono disponibili le cartine per le linee 1, 2, 3, 3bis, 4, 5, 6, 7, 7bis, 8, 9, 10, 11, 12, 13, 14 e Orlyval.